# François Joyaux
Pour les articles homonymes, voir Joyaux.
François Joyaux, né en 1938, est professeur émérite de civilisation de l'Asie de l'Est à l'Institut national des langues et civilisations orientales. Il y a créé le diplôme de hautes études internationales. Il a enseigné également à l'université de Paris I, à l'École nationale d'administration et aux Instituts d'études politiques de Paris et Grenoble. Il est membre de la Société asiatique.
François Joyaux est par ailleurs collectionneur de roses anciennes, et auteur d'ouvrages sur ces fleurs.
Il s'intéresse également à la numismatique des pays d'Asie orientale et préside la Société de numismatique asiatique.

## Biographie
Originaire du sud de la Normandie, François Joyaux est diplômé de l’École nationale des langues orientales vivantes (chinois et siamois). Il a obtenu une maîtrise d'histoire à la Sorbonne et le diplôme de l’Institut d’études politiques de Paris. Il est titulaire d'un doctorat de 3e cycle sur l'histoire du Siam et d'une thèse d'État sur la Guerre d'Indochine.
En 1992, il crée la roseraie de la Cour de Commer.

## Publications

### Ouvrages sur l'Asie
- Duy Tân - Un empereur dans la France libre, Paris, Perrin, 2023, 304 p.  (ISBN 978-2-262-10107-7)
- Nouvelle histoire de l'Indochine française, Paris, Perrin, 2022, 432 p.  (ISBN 978-2-262-08801-9)
- Nam Phuong : La dernière impératrice du Vietnam, Perrin, 2019,  (ISBN 978-2-262-08216-1).
- Monnaies impériales d´Annam, Éditions Victor Gadoury, Monaco, 2019  (ISBN 978-2-906602-49-6)
- La Chine et le règlement du premier conflit d'Indochine, Genève 1954, Publications de la Sorbonne, 1979  (ISBN 2-85944-013-5)[7]
- La Nouvelle Question d'Extrême-Orient, 1 L'ère de la guerre froide (1945-1959), Bibliothèque historique Payot, 1985  (ISBN 978-2-228-13640-2)
- La Nouvelle question d'Extrême-Orient, 2 L'ère du conflit sino-soviétique (1959-1978), Bibliothèque historique Payot, 1988,  (ISBN 2-228-88089-2) - Préface de Jean-Baptiste Duroselle
- La Nouvelle question d'Extrême-Orient, 3 L'ère de l'ouverture chinoise (1979-1994) (inédit)
- Géopolitique de l'Extrême-Orient, Espaces et politiques, Bruxelles, Éditions Complexe, 1991, coll. Questions au XXe siècle,  (ISBN 2-87027-378-9)
- Géopolitique de l'Extrême-Orient, Frontières et stratégies, Bruxelles, Éditions Complexe, 1993, coll. Questions au XXe siècle,  (ISBN 2-87027-504-8)
- La Tentation impériale. Politique extérieure de la Chine depuis 1949, éd. Imprimerie nationale, 1994,  (ISBN 2-110813318)
- La Politique extérieure du Japon, PUF, 1993, coll. Que sais-je ? no 2792
- La Politique extérieure de la Chine populaire, PUF, 1994, coll. Que sais-je ?,  (ISBN 2-13-045751-7)
- L'Association des nations de l'Asie du Sud-Est, PUF, 1998, coll. Que sais-je ?  (ISBN 2-13-047847-6)
- Mao Tsé-toung, Les Cahiers de l'Herne, 1972 no 18  (ISBN 2-2136-0414-2)

### Ouvrages sur les roses
- La Rose, une passion française, 1778-1914, Éd. Complexe, 2001  (ISBN 978-2-87027-871-0)
- Roses anciennes, (illustrations de Josh Westrich), Éd. Cyel,  (ISBN 978-2-36261-000-4)
- Roses et rosiéristes de l'Orléanais, Éd. Hesse, 2006  (ISBN 978-2-911272-87-5),
- Les Roses de l'impératrice : la Rosomanie au temps de Joséphine, Éd. Complexe, 2005  (ISBN 978-2-8048-0041-3)
- Nouvelle Encyclopédie des roses anciennes, Éd. Ulmer, 2005  (ISBN 978-2-84138-205-7)
- Deux siècles de roses : les créations Guillot, (illustrations de Vincent Motte, Jean-Pierre Guillot), Maison rustique / Flammarion, 2003  (ISBN 978-2-7066-0193-4)
- La Rose de France : Rosa gallica et sa descendance, (illustrations de Georges Lévêque), Imprimerie nationale, 1998  (ISBN 978-2-7433-0251-1)